# Lijst van staatshoofden van Hongarije
Dit is een lijst van staatshoofden van Hongarije van de periode 1918 tot heden.

## Beknopt overzicht
| 1918 | Democratische Republiek Hongarije |
| 1919 | Hongaarse Radenrepubliek          |
| 1919 | Hongaarse Republiek               |
| 1920 | Koninkrijk Hongarije              |
| 1945 | Republiek Hongarije               |
| 1949 | Hongaarse Volksrepubliek          |
| 1989 | Republiek Hongarije               |

## Staatshoofden van Hongarije (1918-heden)

### Republiek Hongarije (1918-1919)
| Staatshoofden | Staatshoofden                               | Ambtstermijn                        |
| ------------- | ------------------------------------------- | ----------------------------------- |
|               | János Hock voorzitter van de Nationale Raad | 13 november 1918 - 16 november 1918 |
|               | Graaf Mihály Károlyi (1875–1955) President  | 16 november 1918 - 21 maart 1919    |

### Radenrepubliek Hongarije (1919)
| Staatshoofden | Staatshoofden                                                            | Ambtstermijn                    | Partij |
| ------------- | ------------------------------------------------------------------------ | ------------------------------- | ------ |
|               | Sándor Garbai (1879–1947) Voorzitter van het Centraal Uitvoerende Comité | 21 maart 1919 - 1 augustus 1919 | MKP    |

| Staatshoofden                                                                       | Periode                    |
| ----------------------------------------------------------------------------------- | -------------------------- |
| Tegenregering van Szeged Leden: Béla Fülöp Gyula Gömbös Károly Hencz Lajos Verjassy | maart 1919 - augustus 1919 |

### Koninkrijk Hongarije (1919-1946)
| Staatshoofden | Staatshoofden                                                                 | Ambtstermijn                        | Partij |
| ------------- | ----------------------------------------------------------------------------- | ----------------------------------- | ------ |
|               | Gyula Peidl (1873–1943)                                                       | 1 augustus 1919 - 6 augustus 1919   | SzDP   |
|               | Aartshertog Jozef (József) van Habsburg (1872–1962) gouverneur en rijksregent | 7 augustus 1919 - 23 augustus 1919  |        |
|               | István Friedrich (1883–1951)                                                  | 23 augustus 1919 - 24 november 1919 |        |
|               | Károly Huszár (1882–1941)                                                     | 24 november 1919 - 1 maart 1920     | CSP    |
|               | Miklós Horthy von Nagybánya (1868–1957) gouverneur en rijksregent             | 1 maart 1920 - 15 oktober 1944      |        |

| Staatshoofden | Periode                      |
| --- | ---------------------------- |
| Regentschapsraad Leden: Zsigmond Freiherr Perényi András Tasnádi Nagy Prins-Primaat Jusztitián kardinaal Serédi Károlyi Beregffy (Mil.) B. Kornel | oktober 1944 - november 1944 |

| Staatshoofden                                                                   |
| ------------------------------------------------------------------------------- |
| Regentschapsraad Leden: Károly Beregffy (Mil.) Ferenc Rajniss (MMP) Sándor Csia |

### Nationaal Leider (Nemzetvezetö)
| Staatshoofd | Staatshoofd                | Ambtstermijn                    | Partij                   |
| ----------- | -------------------------- | ------------------------------- | ------------------------ |
|             | Ferenc Szálasi (1897–1946) | 16 oktober 1944 - 28 maart 1945 | Pijlkruisers (fascisten) |

### Voorzitters Voorlopige Nationale Raad (anticommunisten)
| Voorzitter    | Ambtstermijn     | Partij |
| ------------- | ---------------- | ------ |
| István Vásáry | 21 december 1944 | Fkgp   |
| Béla Zsedényi | 1944-1945        | MKP    |

| Staatshoofden | Ambtstermijn                 |
| --- | ---------------------------- |
| Opperste Nationale Raad Leden: Béla Zsedényi (MKP) Béla Miklós von Dálnok (Mil.) Ernő Gerő (MKP) József Révay (n/p) Mátyás Rákosi (MKP) | januari 1945 - december 1945 |

| Staatshoofden                                                                                     | Ambtstermijn |
| ------------------------------------------------------------------------------------------------- | ------------ |
| Opperste Nationale Raad Ferenc Nagy (Fkgp) Zoltán Tildy (Fkgp) László Rajk (MKP) Béla Varga (DDP) | 1945-1946    |

### Republiek Hongarije (1946-1949)
| President | President                   | Ambtstermijn                       | Partij |
| --------- | --------------------------- | ---------------------------------- | ------ |
|           | Zoltán Tildy (1889–1961)    | 1 februari 1946 - 3 augustus 1948  | Fkgp   |
|           | Árpád Szákasits (1888–1965) | 3 augustus 1948 - 23 augustus 1949 | MDP    |

### Volksrepubliek Hongarije (1949-1989)
| Presidenten van de Presidentiële Raad | Presidenten van de Presidentiële Raad | Ambtstermijn                     | Partij |
| ------------------------------------- | ------------------------------------- | -------------------------------- | ------ |
|                                       | Árpád Szakasits (1888–1965)           | 23 augustus 1949 - 26 april 1950 | MDP    |
|                                       | Sándor Rónai (1892–1965)              | 26 april 1950 - 14 augustus 1952 | MDP    |
|                                       | István Dobi (1898–1968)               | 14 augustus 1952 - 14 april 1967 | MSzMP  |
|                                       | Pál Losonczi (1919–2005)              | 14 april 1967 - 25 juni 1987     | MSzMP  |
|                                       | Károly Németh (1922–2008)             | 25 juni 1987 - 29 juni 1988      | MSzMP  |
|                                       | Brunó Ferenc Straub (1914–1996)       | 29 juni 1988 - 23 oktober 1989   | MSzMP  |

### Republiek Hongarije (1989-heden)
| President | President                       | Ambtstermijn                      | Partij |
| --------- | ------------------------------- | --------------------------------- | ------ |
|           | Mátyás Szűrös (1933) waarnemend | 23 oktober 1989 - 2 mei 1990      | MSzP   |
|           | Árpád Göncz (1922-2015)         | 2 mei 1990 - 4 augustus 2000      | SzDSz  |
|           | Ferenc Mádl (1931-2011)         | 4 augustus 2000 - 5 augustus 2005 | n/p    |
|           | László Sólyom (1942-2023)       | 5 augustus 2005 - 6 augustus 2010 | n/p    |
|           | Pál Schmitt (1942)              | 6 augustus 2010 - 2 april 2012    | Fidesz |
|           | László Kövér (1959) interim     | 2 april 2012 - 10 mei 2012        | Fidesz |
|           | János Áder (1959)               | 10 mei 2012 - 10 mei 2022         | Fidesz |
|           | Katalin Novák (1977)            | 10 mei 2022 - 26 februari 2024    | Fidesz |
|           | László Kövér (1959) interim     | 26 februari 2024 - 5 maart 2024   | Fidesz |
|           | Tamás Sulyok (1956)             | 5 maart 2024 - heden              | n/p    |

Afkortingen:
- MKP = Hongaarse Communistische Partij (zie: MSzMP);
- SzDP = Sociaaldemocratische Partij;
- CSP = Christelijk-Sociale Partij;
- MMP = Partij van Jonge Democraten;
- FKgP = Partij van Kleine Landbouwers;
- DDP = Democratische Partij;
- MDP = Hongaarse Arbeiderspartij (zie: MSzMP);
- MSzMP = Hongaarse Socialistische Arbeiderspartij;
- MSzP = Hongaarse Socialistische Partij;
- SzDSz = Alliantie van Vrije Democraten;
- n/p = partijloos;
- Mil. = Militair